# Quick Response (Album)
Quick Response ist ein Jazzalbum von Dom Minasi. Die 2004 in den Systems Two Studios, Brooklyn entstandenen Aufnahmen erschienen 2004 auf CDM Records.

## Hintergrund
Der Gitarrist Dom Minasi nahm das Album mit dem Altsaxophonisten Mark Whitecage, dem Organisten Kyle Koehler und dem Schlagzeuger John Bollinger auf. Wie bei seinen vorangegangenen Alben Time Will Tell spielte das Quartett sowohl Eigenkompositionen des Bandleaders als auch Jazzstandards wie What Is This Thing Called Love und Softly, as in a Morning Sunrise.

## Titelliste
- Dom Minasi: Quick Response (CDM Records CDM 1005)[1]
  1. What Is This Thing Called Love (Cole Porter), 5:24
  2. Feels Like Rain in China, 9:56
  3. For My Father, 9:03
  4. Quick Response, 4:55
  5. I Who Have Nothing (Leiber/Stoller), 5:48
  6. Into the Night, 6:17
  7. Dizzy Lizzie, 5:43
  8. When Your Dreams Come True, 7:43
  9. Softly as in a Morning Sunrise (Sigmund Romberg, Oscar Hammerstein II), 3:59
- Wenn nicht anders vermerkt, stammen die Kompositionen von Dom Minasi.

## Rezeption
Scott Yanow verlieh dem Album in AllMusic vier Sterne und schrieb, das Quartett des Gitarristen Dom Minasi sei besonders faszinierend, weil jeder der Musiker sowohl konventionellen Bop/Hard Bop als auch kreative improvisierte Erkundungen spielen kann. Die interessantesten Stücke seien die Standards (What Is This Thing Called Love, Softly as in a Morning Sunrise) und Dizzy Lizzie, da die Spieler die Stücke dekonstruierten und in farbenfroher Art neu erfinden. Dom Minasi sei großzügig bei der Zuteilung des Soloraums, während er dafür sorge, dass das Ensemblespiel kohärent und sein eigenes Spiel abwechslungsreich bleibe.
Nach Ansicht von Terrell Kent Holmes, der das Album in All About Jazz rezensierte, habe Dom Minasi, einer der beständigsten Bilderstürmer des Jazz, ein Quartett Gleichgesinnter zusammengestellt, um ihm bei der Umsetzung seiner neuesten, unkonventionellen Konzepte auf Quick Response zu unterstützen. Da Minasi dies auf seinem eigenen Label veröffentlichte, habe er mögliche Konflikte hinsichtlich der Qualität, Richtung und dem Stil der darin enthaltenen Musik verhindert. Und mit der Sicherheit einer unabhängigen Produktion ausgestattet, würde Minasi diese uneingeschränkte Band mit auf eine Fahrt bequem „abseits der Hauptstraße“ mitnehmen.

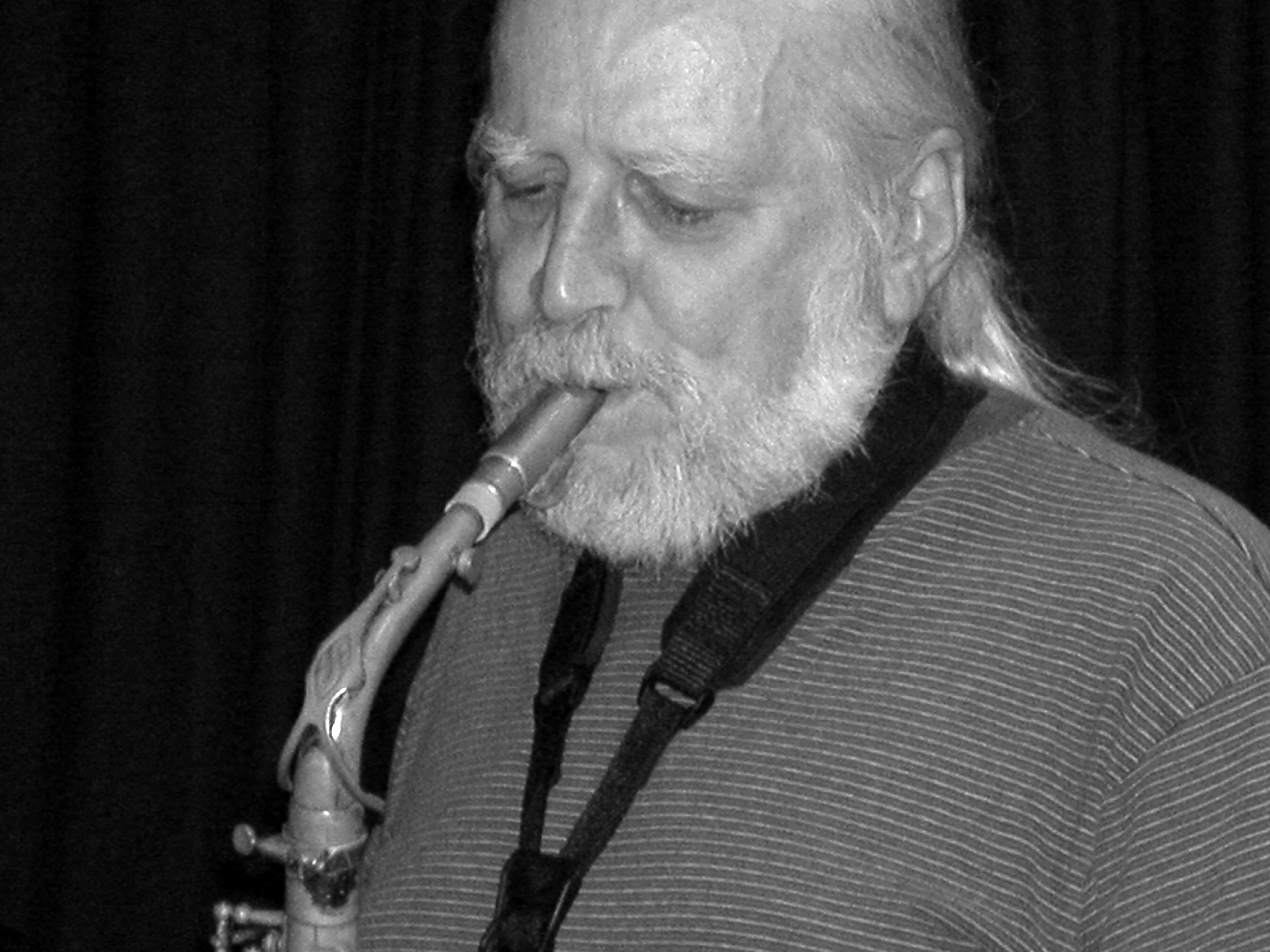
Mark Whitecage mit der Nu Band am 23. Januar 2005 im club W71

Quick Response bringe das Orgel-Combo-Konzept zum Strahlen und schlage dann interessante neue Wege ein, meint Dan McClenaghan (All About Jazz). Diese CD präsentiere Minasis oft intensive musikalische Vision, die nicht durch die Produktionszwänge der großen Labels verwässert werde. Das Album beginne mit dem oft gespielten Cole-Porter-Standard What Is This Thing Called Love?, mit einer Interpretation der Melodie, die so unstandardmäßig sei, wie sie nur sein könnte.
Aus dem modernen Mainstream des Jazz stamme Quick Response mit seinem gefühlvollen Orgel-Groove und den hippen Melodielinien, schrieb Jim Santella (All About Jazz). Minasis Quartett biete auf dem Album eine vielseitige Auswahl an Stimmungen. Mark Whitecage habe einen herzhaften Ton und eine nahtlose Phrasierung, um lyrische Melodien zu interpretieren. Organist Kyle Koehler füge dem eine packende Improvisation sowie ein solides rhythmisches Fundament hinzu. Schlagzeuger John Bollinger färbe die Session mit einer Auswahl an Texturen, um jeder unterschiedlichen Stimmung gerecht zu werden. Mit seinen Partnern spinne Minasi ein kreatives Netz.
Es gebe auch eine warme, einfühlsame Seite von Minasi, die sowohl im Standard I Who Have Nothing als auch in Minasis eigenem When Your Dreams Come True und dem herzlichen For My Father zum Ausdruck komme, schrieb Lyle Robinson (Jazz Guitar Life). Sein warmer Ton und seine Sensibilität seien im Überfluss vorhanden, während er „innerhalb“ der Veränderungen mit Gefühl und einer Seelenfülle spielt, die seine Emotionen vollständig zum Ausdruck bringe.
Dom Minasi, einer der markantesten und ikonoklastischsten,‘ Gitarrenstilisten der heutigen Szene, schwebe abwechselnd wie ein Schmetterling auf dem Griffbrett und steche wie ein Schwarm Killerbienen auf Quick Response, was Minasi dazu bringe, wieder etwas mehr „inside“ zu spielen, ohne seine kompromisslose Art zu opfern, urteilte Bill Milkowski (JazzTimes). Sein Solo im Moll-Modalstück Feels Like Rain in China zum Beispiel – warmtonig und gedämpft im Sinne einer Old-School-Jazzgitarre, während es sich strikt an die harmonische Kontur des Stücks hält – klinge geradezu konservativ. Und seine melodischen, sparsamen Single-Notes-Linien in den wunderschönen Orgelballaden For My Father und When Your Dreams Come True klängen samtweich. Auch wenn diese recht geradlinigen Tracks für das Avantgarde-Publikum ein wenig zu innerlich wirken, revanchiere sich Minasi mit weiteren Ausbrüchen kantiger Griffbrett-Pyrotechnik bei Into the Night und Dizzy Lizzie (seine offene Extrapolation aus Take the “A” Train), der turbulente Titelsong und eine stark koffeinhaltige, völlig respektlose Version von Softly, as in a Morning Sunrise.
Der schwer in eine Schublade einzuordnende Gitarrist Dom Minasi sei sicherlich nicht der Typ, der sich wiederhole – jedes weitere Dokument lasse sein Publikum rätseln, meint Jay Collins (One Final Note). Quick Response präsentiere den Hörern eine weitere Richtung, in Form einer brennenden, orgelzentrierten Combo. Nein, doch hier gehe es nicht um die „schmierige Soul-Cookin-Smith/Patton/McGriff/Groove-Holmes-Atmosphäre“; vielmehr entspringe diese Gruppe direkt der Larry-Young-Tradition, die einen Blues-Einfluss erkennen lasse, aber ihren eigenen Weg der Entdeckung suche, insbesondere in Bezug auf Klangfarbe und Stimmung. In Anlehnung an diese experimentierfreudige Philosophie folge die Musik bestimmten Roadmaps, doch der interaktive Geist der Teilnehmer mache sie zu viel mehr als einer einfachen formelhaften Übung.